# Ludwigsbrücke (München)
Die Ludwigsbrücke ist eine Straßenbrücke über die Isar in München, die aus zwei hintereinanderliegenden, durch die Museumsinsel getrennten Brückenbauwerken besteht. Beide Brückenteile sind Bogenbrücken aus Stahlbeton, die mit Naturstein verkleidet sind.

## Lage
Die Ludwigsbrücke verbindet die Münchner Innenstadt mit Haidhausen und der Au. Vom Isartor kommend, führt die Zweibrückenstraße auf den ersten Teil der Brücke, die Innere Ludwigsbrücke, zu, die die Große Isar zur Museumsinsel hin überquert, auf der das Deutsche Museum steht. Das zweite Brückenbauwerk, die Äußere Ludwigsbrücke, führt von dort über die Kleine Isar weiter zur Rosenheimer Straße, von der nach wenigen Metern am Gasteig die Innere Wiener Straße abzweigt.

## Geschichte

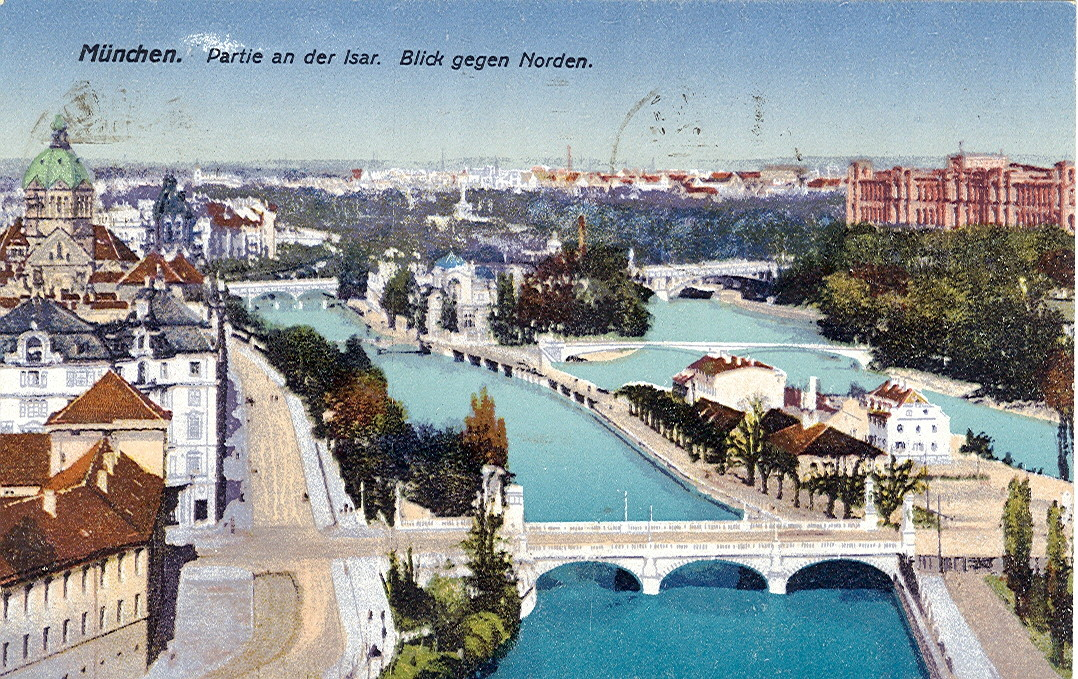
Foto von 1918 mit Innerer Ludwigsbrücke im Vordergrund (Blick nach Norden)

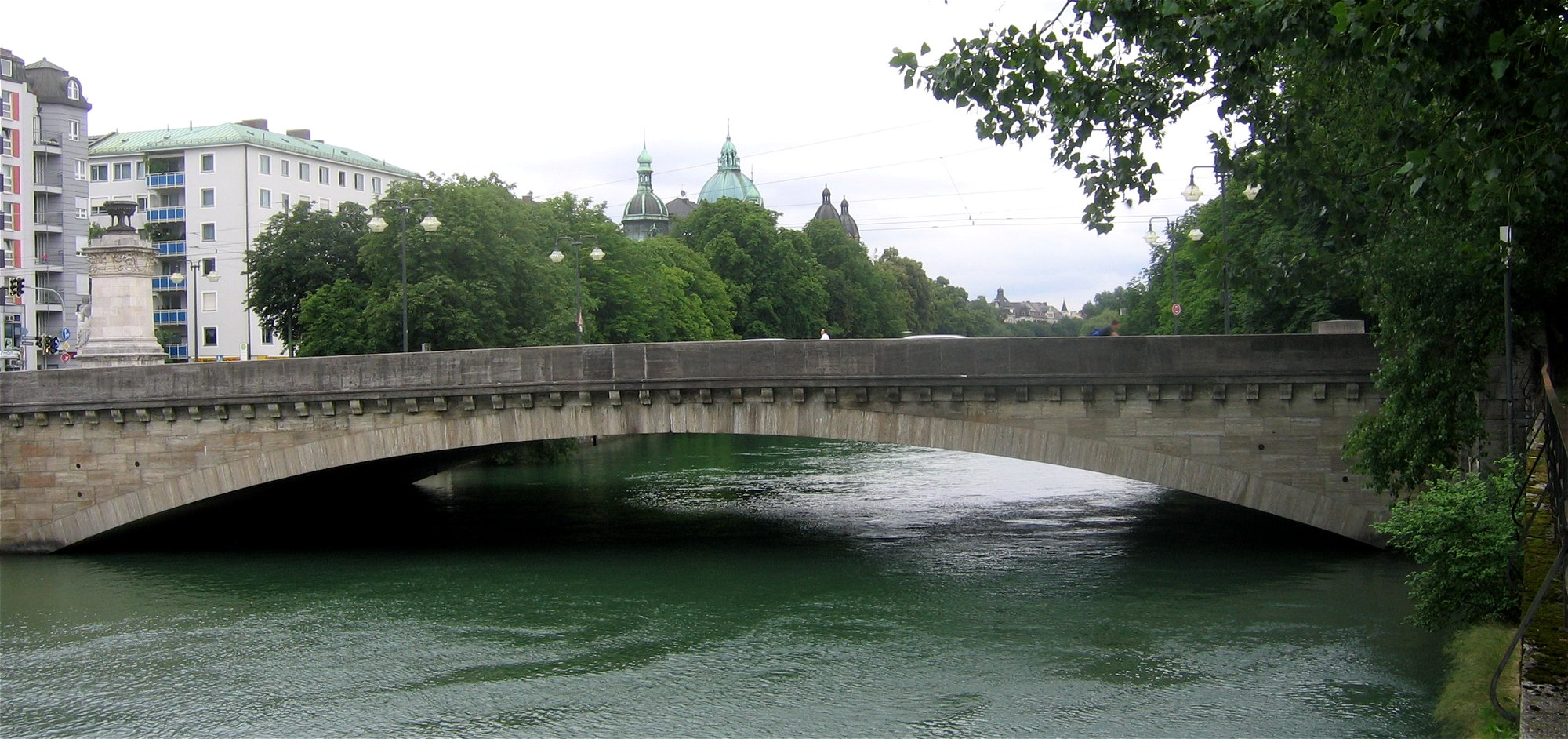
Innere Ludwigsbrücke

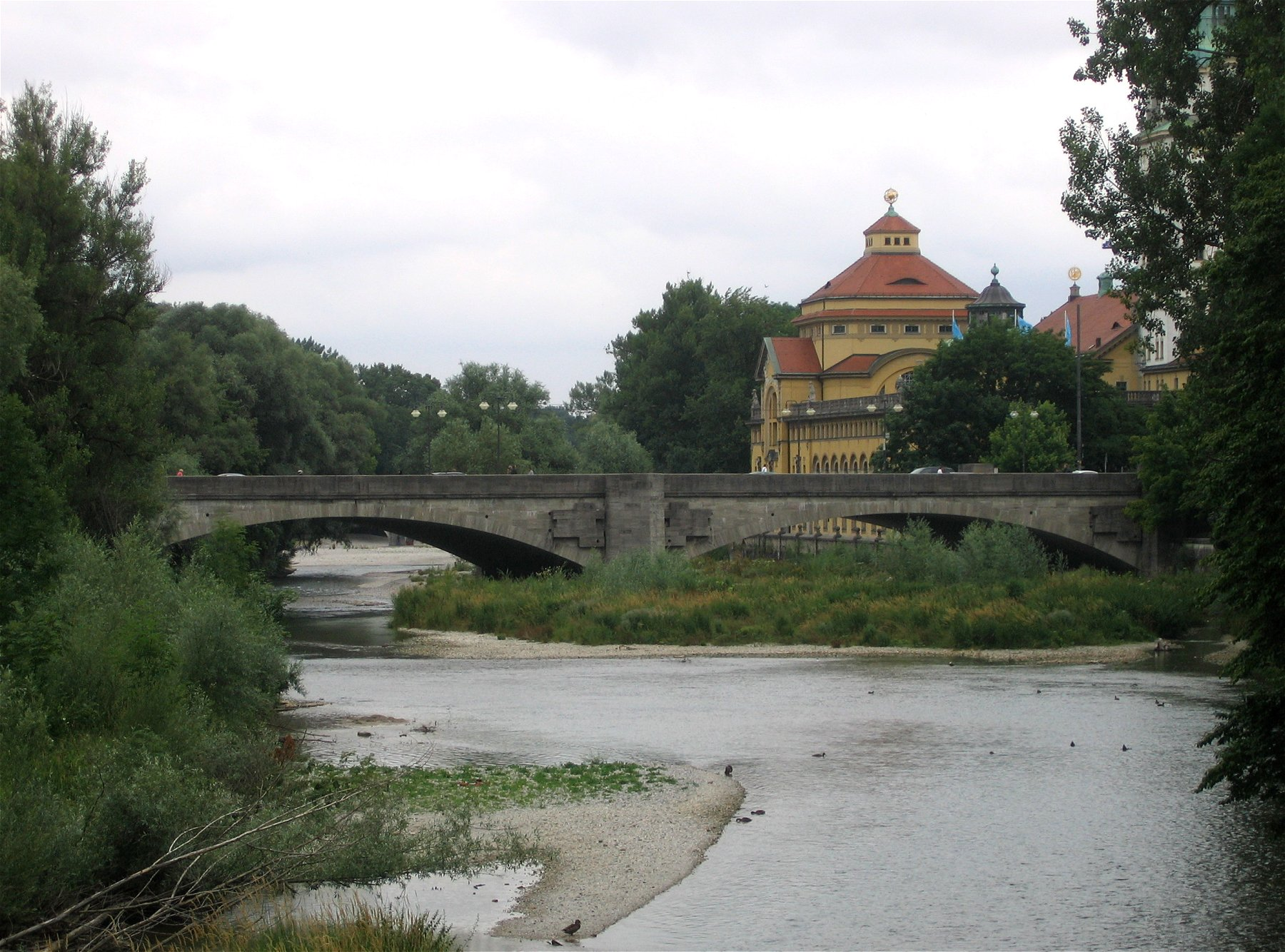
Äußere Ludwigsbrücke

Die Ludwigsbrücke steht an stadtgeschichtlich bedeutender Stelle: Hier stand die Isarbrücke, mit der Heinrich der Löwe 1158 den Salzhandel von der Isarbrücke bei Oberföhring zu seinem Hoheitsgebiet umleitete. Ob diese Brücke jedoch schon zu dieser Zeit errichtet wurde, die häufig mit der Stadtgründung Münchens gleichgesetzt wird, oder ob der Warenverkehr über die Isar zunächst durch eine Furt führte, ist nicht klar, da im Augsburger Schied von 1158 noch keine Isarbrücke bei München erwähnt wird, sondern erst 1180 im Regensburger Schied. Nach der Zerstörung der Föhringer Brücke durch Heinrich den Löwen blieb die Brücke bei München lange die einzige befahrbare Isarbrücke zwischen Bad Tölz und Freising.
Die ursprüngliche Brücke war eine einfache, durchgehende, hölzerne Pfahl- oder Jochbrücke über den Fluss, der damals noch nicht die erst später entstandene Insel hatte. Die Brücke wurde in den folgenden Jahrhunderten immer wieder durch Hochwasser beschädigt oder zerstört und musste neu aufgebaut werden. Man hatte deshalb eine genormte Konstruktion mit festgelegten Maßen für Pfeiler und Balken eingeführt, was der Brücke ein über die Jahrhunderte hinweg gleiches Aussehen gab. Spätestens im 15. Jahrhundert hatte die Brücke ein kleines Torhaus mit Wächter, wie es auf der Ansicht von 1493 zu sehen ist. Nachdem die Brücke 1501 wieder erneuert werden musste, errichtete man zwischen 1517 und 1519 den Roten Turm als eine die Brücke überragende Verteidigungsanlage.
1633 kam es zum ersten dokumentierten Einsturz der Brücke durch ein Hochwasser: Auf einer Votivtafel der Wallfahrtskirche Tuntenhausen heißt es: „Bei dem theilweisen Einsturze der Isarbrücke zu München am 5 Aug. 1633 kam Jakob Oefele, Zimmermann von der Au in große Todesgefahr, indem er mit noch 50 Personen ins Wasser fiel, nach gemachtem Gelöbniß wurde er gerettet.“
1705 hatte die Isar eine Kiesinsel gebildet, die heutige Museumsinsel, so dass die Große Isar westlich der Insel verlief und östlich der Insel die Kleine Isar und der damals dort noch offen fließende Auer Mühlbach. Zwischen 1723 und 1725 wurde ein Teil der Holzbrücke durch eine äußere Brücke über die Kleine Isar und den Auer Mühlbach ersetzt. Dabei wurden die Pfeiler aus Stein gemauert, der Überbau wurde jedoch wieder aus Holz errichtet. Erst unter dem Stadtoberbaumeister Ignaz Anton Gunetzrhainer wurde 1759–1764 die äußere Isarbrücke „eingewölbt“, d. h. auf den vorhandenen Pfeilern als steinerne Bogenbrücke gebaut. Nach Gunetzrhainers Tod 1764 wurde nach seinen Plänen 1767–1772 auch die innere Isarbrücke mit drei Steinbögen neu gebaut. Der Brückenteil über den Auer Mühlbach wurde auch Schwanenbrücke oder Schleifferbrücke genannt.
Bei Kämpfen zwischen österreichischen und französischen Truppen wurde der Rote Turm am 8. September 1796 in Brand geschossen und weitgehend zerstört, so dass er später abgebrochen werden musste. Lediglich die Seitengebäude blieben erhalten, die vom Kupferschmied Feßler bzw. von der Turmwirtschaft genutzt wurden, die bis 1890 existierte.
Am 13. September 1813 stürzte während eines starken Hochwassers der über die Kleine Isar führende Brückenteil ein, da die 1725 errichteten Steinpfeiler unterspült worden waren. Dabei kamen etwa 100 Menschen ums Leben. Zunächst wurde nur eine hölzerne Notbrücke errichtet. Der damalige Generaldirektor des bayerischen Straßen- und Wasserbauwesens von Wiebeking legte Pläne für eine hölzerne, eine steinerne und eine eiserne Brücke vor und König Maximilian I. entschied sich für die steinerne. Als man bereits mit dem Bau begonnen hatte, wurden Bedenken gegen die vorgesehenen Stützweiten von etwa 30 m laut. Neue Pläne wurden eingereicht, u. a. durch Georg von Reichenbach für eine gusseiserne Röhrenbrücke, von seinem Rivalen Joseph von Baader für eine schmiedeeiserne und vom Stadtbaurat Carl Probst für eine steinerne Brücke. Im Oktober 1823 wurde dann mit dem Neubau der äußeren Brücke nach dem Probst’schen Entwurf mit den von Leo von Klenze eingebrachten Ergänzungen hinsichtlich der architektonischen Gestaltung begonnen. Zu dieser Zeit war der Auer Mühlbach schon von der Rosenheimer Straße überbaut worden, das Bett der Kleinen Isar war jedoch noch etwas breiter als heute. Zu Ehren des damaligen Königs Ludwig I. wurde die am 3. Mai 1828 eingeweihte Brücke Ludwigsbrücke genannt. Die Brücke ruhte nun auf einem starken, mit Bohlen bedeckten Schwellrost aus Eichenholz. Die Sockel der Pfeiler und Widerlager sowie der Bereich der Gehwege bestand aus rotem Sandstein, der in Neubeuern am Inn gebrochen worden war. Aus Garmisch und Schäftlarn stammte der Nagelfluh, aus dem die Widerlager vom Sockel bis zu den Bogenansätzen bestanden. Die Pfeiler selbst, die Stirnbögen, das Hauptgesims sowie die Geländer waren aus grünlich-grauem Sandstein gefertigt, der aus Kelheim herangeschafft worden war. Das Pflaster der Fahrbahn wurde aus Findlingen gesetzt, die aus Gneis bestanden und bei Wangen im Allgäu und bei Neufahrn zwischen Starnberg und Schäftlarn aufgelesen worden waren. Der Zierrat zwischen den Brustgeländern war in der königlichen Eisengießerei von Bodenwöhr entstanden.
1877 wurde die Innere Brücke durch eine aufgelagerte Gusseisenkonstruktion verbreitert.
1891–1892 wurde die Innere Ludwigsbrücke durch einen breiteren Neubau mit drei Betonbögen ersetzt und die äußere Brücke mit vier verbreiterten Betonbögen versehen. Die architektonische Gestaltung erfolgte durch Carl Hocheder, von dem auch die vier an den äußeren Enden der beiden Brücken aufgestellten Pylone stammen, die die Bauwerke optisch zusammenfassen sollten. Allegorische Figuren an den Pylonen stellten die Fischerei, die Floßfahrt, die Kunst und die Industrie dar.

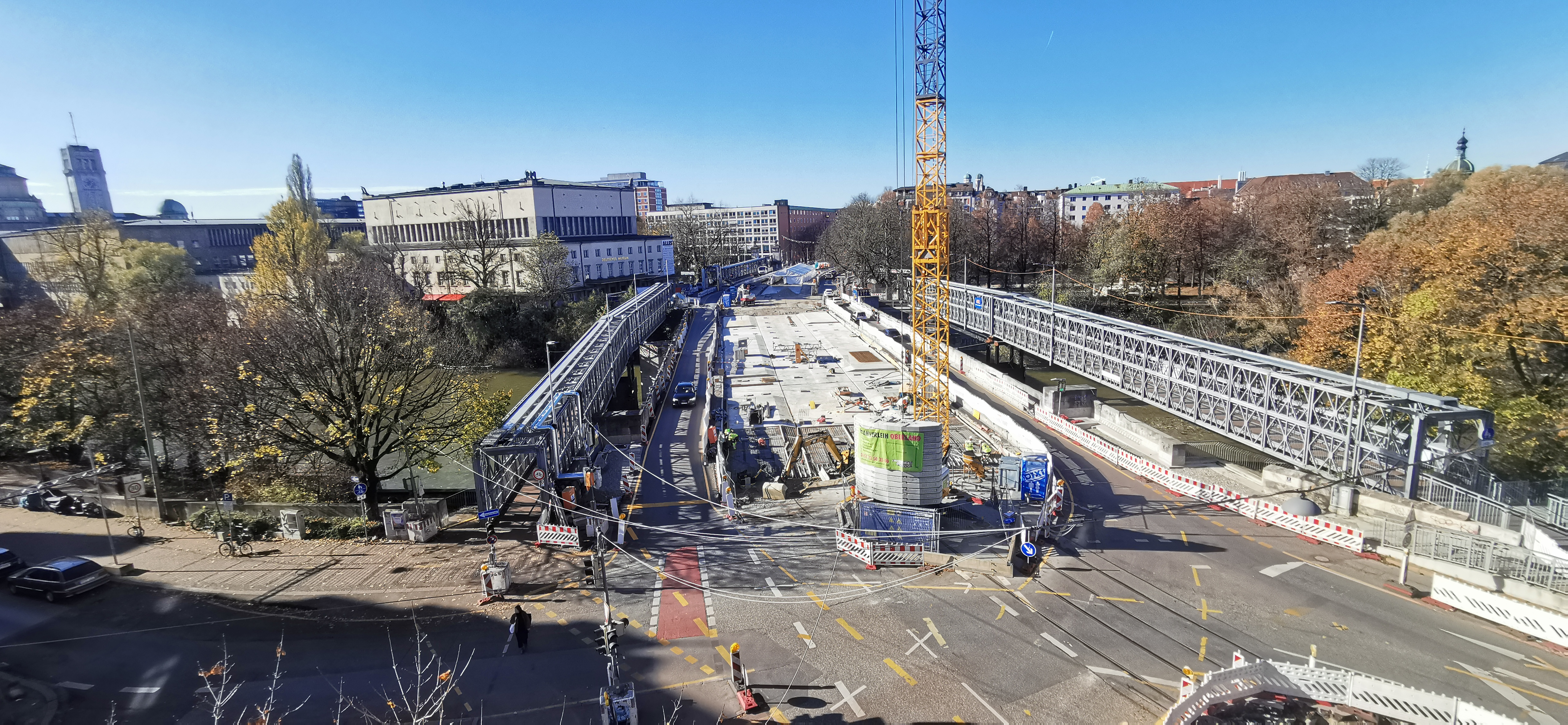
Instandsetzungsmaßnahmen 2022

Der aktuelle Bau ist ein 1934–1935 durchgeführter Neubau beider Brücken. Die Idee von Brücken mit nur einem bzw. zwei Bögen und erste Entwürfe stammen von German Bestelmeyer, den architektonischen Entwurf erstellte Knorr, mit dem das äußere Erscheinungsbild der Brücken der Architektur der Erweiterungen des Deutschen Museums angepasst wurde. Die Bauleitung oblag Oberbaurat Oelbauer, die Bauausführung erfolgte durch die Münchner Bauunternehmungen Leonhard Moll und Karl Stöhr. Die im Zweiten Weltkrieg entstandenen Schäden wurden um 1948 wieder beseitigt. Da einer der Pylone zerstört war, wurden alle drei Pylone am westlichen Ende der Brücke aufgestellt. 1988 wurden die Brücken grundlegend saniert. Eine weitere Sanierung begann 2020. Sie soll nach Verzögerungen durch die Pandemie und dem Ukrainekrieg  im vierten Quartal 2024 abgeschlossen werden (Stand: Oktober 2024).[veraltet]

## Sehenswürdigkeiten

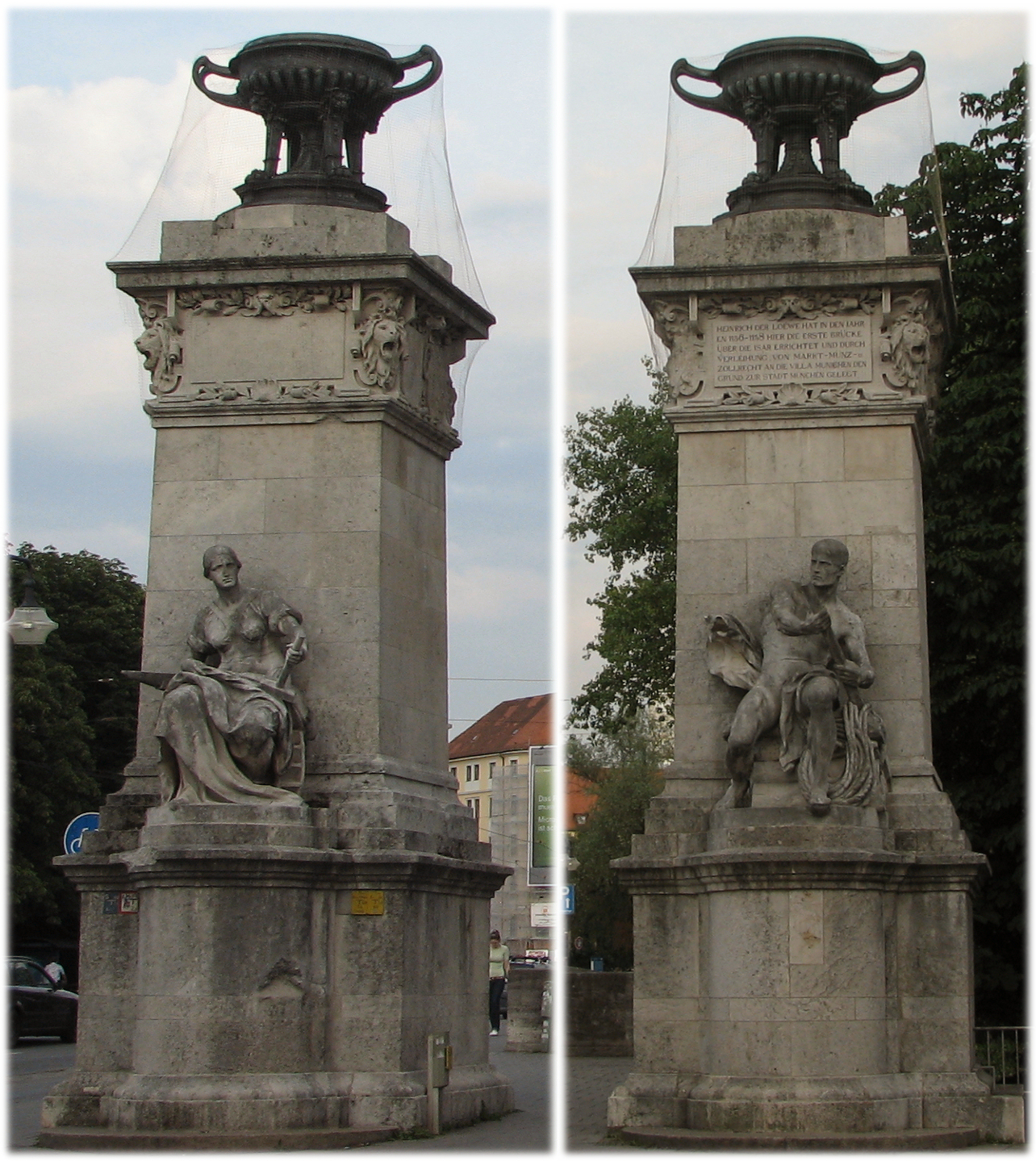
Pylone rechts

- Drei steinerne Pylone mit Figuren von Bildhauer Hermann Hahn sowie Feuerschalen und Inschrifttafeln von Syrius Eberle; nach Neubau der Brücke 1934–1935 Pylonen komplett an der Westseite; Zerstörung des vierten Pylons um 1944
- Vater-Rhein-Brunnen (auf dem nördlichen Teil der Museumsinsel) von Bildhauer Adolf von Hildebrand, 1897–1903 für den Broglieplatz in Straßburg geschaffen, nach 1919 von der Landeshauptstadt München angekauft und 1932 hier aufgestellt
- Allegorie der Kunst 1979 von Bildhauer Elmar Dietz
- In der Fußgängerunterführung Murals mit Fußball-Motiven und Bildern der Münchner Stadtgeschichte, kreiert unter anderem von den Künstlern Loomit, Os Gêmeos & Nina
- An der Ludwigsbrücke findet seit 2008 jährlich am ersten Wochenende im September das Isarinselfest statt.

## Technische Daten
Die in den Jahren 1767 bis 1772 gebaute Innere Isarbrücke hatte drei Bögen aus Lenggrieser Kalkstein mit Spannweiten von je 13 m und einer Pfeilhöhe von 3,20 m.
Die von 1823 bis 1828 gebaute Äußere Isarbrücke hatte fünf auf Pfahlroste gegründete Steinbögen mit Spannweiten von jeweils 16 m und einer Pfeilhöhe von 2,35 m. Sie war zwischen den Brüstungen 10,70 m breit. Unter ihrem Pflaster befand sich die Brunnwasserleitung in die Innenstadt.
Die 1891–1892 gebauten Brücken hatten drei bzw. vier Korbbögen aus Eisenbeton und waren 18 m breit.
Die 1934–1935 gebaute Innere Ludwigsbrücke ist eine Segmentbogenbrücke aus Stahlbeton mit einer Spannweite von 43 m, unter der Oberfläche befindlichen Widerlagern von je 16 m und einer Gesamtlänge von 77 m. Der Dreigelenk-Bogen wurde in der Melan-Bauweise errichtet, bei der die Gitterträger für die Aufhängung der Schalung als Bewehrung im Beton verbleiben und ein Lehrgerüst nicht erforderlich ist. Die Äußere Ludwigsbrücke hat zwei in traditioneller Bauweise mit Lehrgerüst errichtete Dreigelenk-Bögen aus Stahlbeton mit Spannweiten von je 32,80 m und einer Länge von insgesamt rund 71 m. Beide Brücken sind 29,20 m breit und haben eine Tragfähigkeit von 60 t. Aus architektonischen Gründen sind beide Brücken mit Naturstein verkleidet.

## Verkehr
Die Ludwigsbrücke ist eine der wichtigsten Isarquerungen Münchens. Die vierspurige Brücke mit zweigleisiger Trambahn-Trasse zwischen den Fahrbahnen sowie je einem Geh- und Radweg leitet den Verkehr vor allem aus den Stadtteilen Au, Haidhausen, Ramersdorf und Bogenhausen über die Isar zum Isartorplatz/Altstadtring.
Im öffentlichen Nahverkehr überquert die Trambahnlinie 17 die Isar Richtung S-Bahnhof Isartor.
Im Zuge der Sanierung im Jahr 2020 soll der Straßenraum auf der Brücke nach einem Stadtratsbeschluss neu aufgeteilt werden. Jede Fahrtrichtung wird um eine Autospur reduziert und die dadurch freiwerdende Fläche wird dem Rad- und Fußverkehr gewidmet werden.[veraltet]